# Nahf
Nahf (hebrejsky נַחְף‎,arabsky نحف‎, v oficiálním přepisu do angličtiny také Nahef) je místní rada (malé město) v Izraeli, v Severním distriktu.

## Geografie
Leží v nadmořské výšce 304 m, v Bejtkeremském údolí na pomezí Dolní a Horní Galileje. Severně od města se do výšky několika set metrů zvedá terénní zlom Matlul Curim, který vrcholí několika dílčími kopci, jako Har Chaluc a Har Šezor. Mezi nimi do údolí spadá vádí Nachal Talil. Jižně od obce leží centrální, převážně rovinatá část Bejtkeremského údolí, z níž tu ovšem vystupuje vrch Giv'at Zakif. Poblíž pramení vodní tok Nachal Šagor, který odvodňuje západní část údolí směrem do Nachal Chilazon.
Město se nachází přibližně 107 km severovýchodně od centra Tel Avivu a 33 km severovýchodně od centra Haify, v hustě osídleném pásu, přičemž osídlení v tomto regionu je etnicky smíšené. Vlastní Nahf obývají izraelští Arabové stejně jako mnohá další sídla v okolí. Nahf ale leží v aglomeraci židovského města Karmiel. Další menší židovské vesnice jsou rozptýlené v okolní krajině. Město je na dopravní síť napojeno pomocí dálnice číslo 85.

## Dějiny
Nahf leží na místě, které bylo opakovaně osidlováno v mnoha historických obdobích. V 19. století popisují cestovatelé Nahf jako vesnici osídlenou převážně muslimy, ale žily zde i křesťanské rodiny. Nynější arabská osada zde byla založena v 15. století. V obci se nachází některé středověké památky, včetně mozaiky a starého hřbitova. Jsou tu také dvě muslimské svatyně připomínající arabské bojovníky proti křižákům (Muhamad Rabea a aš-Šajch Mahmud). V roce 1890 zde otomanské úřady založily základní školu pro chlapce, která byla v letech 1942-43 rozšířena o dívčí školu.
Nahf byl dobyt izraelskou armádou v rámci operace Chiram během války za nezávislost v říjnu roku 1948. Podle jiného zdroje ale Nachf izraelská vojska obsadila už 15. července 1948 v rámci operace Dekel. Obec pak nebyla na rozdíl od mnoha jiných arabských vesnic dobytých Izraelem vysídlena a zachovala si svůj arabský ráz.
Od roku 1963 má obec napojení na vodovodní síť. V roce 1968 byl Nahf povýšen na místní radu (malé město). V historickém jádru města stojí stará mešita. Druhá mešita byla dokončena roku 1997 a je nazývána masdžid an-Núr. V roce 2002 byl v obci otevřen veřejný park zřízený na místě původního lomu na kámen. V obci působí v současnosti 3 základní školy. Jižně od města, na druhé straně dálnice číslo 85, se nachází velká průmyslová zóna Karmi'el-východ.
Na přelomu let 2006 a 2007 město čelilo stávce zaměstnanců místní radnice. Stávku podpořila i odborová centrála Histadrut. Důvodem byla kritická finanční situace obce, která nebyla schopna obecním zaměstnancům vyplácet po několik let řádně mzdy.

## Demografie
Nahf je etnicky zcela arabské město. Podle údajů z roku 2005 tvořili Arabové 100 % a muslimští Arabové 99,9 % populace. Jde o středně velké sídlo městského charakteru, které ale na okrajích přechází v rozptýlenou zástavbu vesnického typu. K 31. prosinci 2015 zde žilo 12 100 lidí.
| Rok            | 1596 | 1922 | 1931 | 1945  | 1948  | 1949  | 1955  | 1961  | 1972  | 1980  | 1983  | 1990  | 1993  | 1994  | 1995  | 1996  | 1997  | 1998  | 1999  | 2000  |
| -------------- | ---- | ---- | ---- | ----- | ----- | ----- | ----- | ----- | ----- | ----- | ----- | ----- | ----- | ----- | ----- | ----- | ----- | ----- | ----- | ----- |
| Počet obyvatel | 585  | 818  | 994  | 1 320 | 1 247 | 1 172 | 1 500 | 1 800 | 3 000 | 4 300 | 4 600 | 6 100 | 6 700 | 7 000 | 7 300 | 7 600 | 7 800 | 8 100 | 8 300 | 8 600 |

| Rok            | 2001  | 2002  | 2003  | 2004  | 2005   | 2006   | 2007   | 2008   | 2009   | 2010   | 2011   | 2012   | 2013   | 2014   | 2015   |
| -------------- | ----- | ----- | ----- | ----- | ------ | ------ | ------ | ------ | ------ | ------ | ------ | ------ | ------ | ------ | ------ |
| Počet obyvatel | 8 900 | 9 200 | 9 500 | 9 800 | 10 000 | 10 300 | 10 600 | 10 783 | 10 727 | 10 900 | 11 200 | 11 700 | 11 700 | 11 900 | 12 100 |